# Jameer Nelson
Jameer Nelson  (Chester, Pennsylvania, 9. veljače 1982.) američki je profesionalni košarkaš. Igra na poziciji razigravača, a trenutačno je član NBA momčadi Orlando Magica. Izabran je u 1. krugu (20. ukupno) NBA drafta 2004. od strane Denver Nuggetsa. 

## Sveučilište
Nelson je pohađao Chester High School u Chesteru, u saveznoj državi Pennsylvania. Momčadi je pomogao osvojiti dva naslova PIAA državnog prvenstva. Karijeru je nastavio na sveučilštu Saint Joseph's. Kao igrač prve godine osvojio je nagradu za freshmana godine. Na trećoj godini u prosjeku je postizao 19.7 poena, 5.1 skok i 4.7 asistencija po utakmici. Prvotno se odlučio prijaviti na NBA draft 2003., ali zbog moguće niske pozicije na draftu odlučio je povući svoju prijavu i ostati na sveučilištu. Na posljednjoj godini predvodio je svoju momčad do omjera 27-1 i sa suigračem Delonteom Westom odveo Saint Joseph's do završnice NCAA turnira. Na četvrtoj godini je u prosjeku postizao 20.6 poena, 5.3 asistencija i 2.9 ukradenih lopti. Sveučilišnu karijeru završio je kao najbolji strijelac (2 094), asistent (714) i kradljivac (256) u povijesti sveučilišta. 

## NBA
Nelson je izabran kao dvadeseti izbor NBA drafta 2004. od strane Denver Nuggetsa, ali je naknadno mijenjan u Orlando Magic za prava na prvi izbor sljedećeg drafta. Rookie sezonu započeo je uglavnom ulazeći u igru kao zamjena za startnog playmakera Stevea Francisa. Kasnije u sezoni postao je startnim razigravačem Magica, a Francis je pomaknut na poziciju bek šutera. Nelson je mnogo toga unaprijedio u igri Magica (poboljšao protok lopte, smanjio broj izgubljenih lopti) i svoju startnu poziciju zadržao do kraja sezone. Na kraju sezone izabran je u NBA All-Rookie drugu petorku. Odlazak Francisa u New York Knickse dodatno je učvrstio svoje mjesto u startnoj petorci Magica. Nelson je u sezoni 2006./07. u prosjeku postizao 13.0 poena, 3.1 skok i 4.3 asistencije, dok je za vrijeme doigravanja popravio svoje brojke i u prosjeku postizao 14.3 poena, 3 skoka i 3.3 asistencije po utakmici. 
U sezoni 2008./09. postao je jednim od najvažnijih igrača kluba i popravio je svoje statističke brojke u poenima, ukradenim loptama, postotku šuta za dva poena i postotku šuta iza linije za tricu. Odličnim igrama zajedno je sa suigračima Dwightom Howardom i Rashardom Lewisom izabran na NBA All-Star utakmicu 2009. godine. Međutim, Nelson je zadobio ozljedu desnog ramena u trećoj četvrtini utakmice između Orlanda i Dallasa kada ga je centar Dallasa, Erick Dampier, srušio na pod. Magnetskom rezonancijom ustanovljeno je da će zbog ozljede izbivati oko 4 mjeseca i automatski se smatralo da je sezona za njega završena. Nelson je do tada prosječno postizao 16.7 poena, 5.4 asistencije i 1.2 ukradene lopte. Neočekivano, Nelson se na kraju sezone vratio na parkete u prvoj utakmici NBA finala između Magica i Los Angeles Lakersa. Na kraju su Lakersi u pet utakmica pobijedili Magice i Nelson je ostao bez svojeg prvog NBA prstena. 

## NBA statistika

### Regularni dio
| Godina    | Klub    | Odig. uta. | Uta. poč. | Min. | 2P%  | 3P%  | Sl. bac.% | Skok. | Asist. | Ukr. lop. | Blok. | Poena |
| --------- | ------- | ---------- | --------- | ---- | ---- | ---- | --------- | ----- | ------ | --------- | ----- | ----- |
| 2004./05. | Orlando | 79         | 21        | 20.4 | .455 | .312 | .682      | 2.4   | 3.0    | 1.0       | .0    | 8.7   |
| 2005./06. | Orlando | 62         | 33        | 28.8 | .483 | .424 | .779      | 2.9   | 4.9    | 1.1       | .2    | 14.6  |
| 2006./07. | Orlando | 77         | 77        | 30.3 | .430 | .335 | .828      | 3.1   | 4.3    | .9        | .1    | 13.0  |
| 2007./08. | Orlando | 69         | 62        | 28.4 | .469 | .416 | .828      | 3.5   | 5.6    | .9        | .1    | 10.9  |
| 2008./09. | Orlando | 42         | 42        | 31.2 | .503 | .453 | .887      | 3.5   | 5.4    | 1.2       | .1    | 16.7  |
| Ukupno    |         | 329        | 235       | 27.3 | .465 | .389 | .803      | 3.0   | 4.5    | 1.0       | .0    | 12.3  |

### Doigravanje
| Godina    | Klub    | Odig. uta. | Uta. poč. | Min. | 2P%  | 3P%  | Sl. bac.% | Skok. | Asist. | Ukr. lop. | Blok. | Poena |
| --------- | ------- | ---------- | --------- | ---- | ---- | ---- | --------- | ----- | ------ | --------- | ----- | ----- |
| 2006./07. | Orlando | 4          | 4         | 32.3 | .420 | .357 | .909      | 3.0   | 3.3    | .8        | .0    | 14.3  |
| 2007./08. | Orlando | 10         | 10        | 33.3 | .504 | .488 | .757      | 4.1   | 4.7    | .3        | .2    | 16.2  |
| Ukupno    |         | 14         | 14        | 33.0 | .479 | .455 | .792      | 3.8   | 4.3    | .4        | .1    | 15.6  |

## Vanjske poveznice
- Profil na NBA.com
- Profil  Arhivirana inačica izvorne stranice od 8. svibnja 2012. (Wayback Machine) na Basketball-Reference.com